# Oranienbaum-Wörlitz

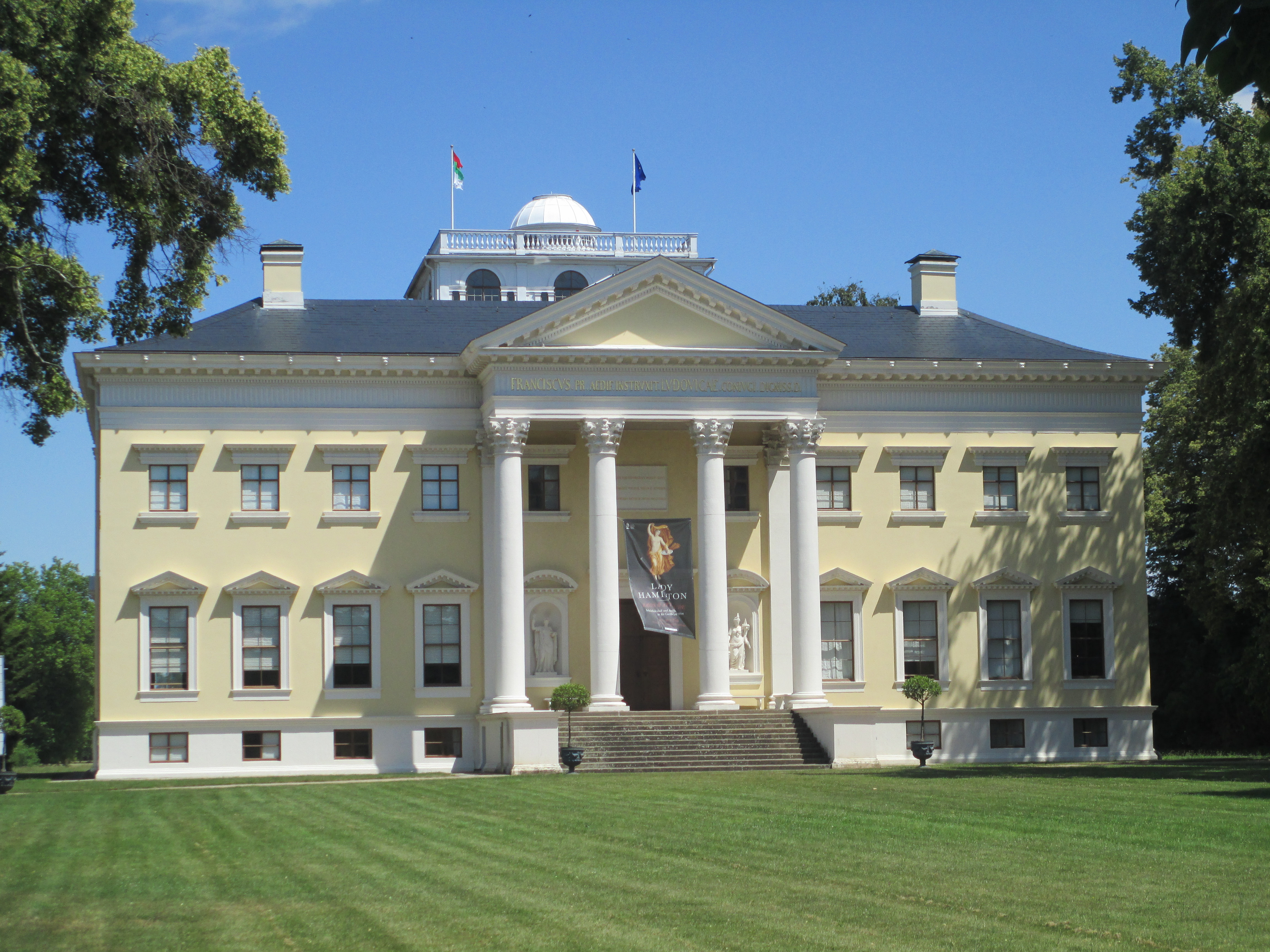
Schloss Wörlitz

Oranienbaum-Wörlitz ist eine Stadt im Landkreis Wittenberg in Sachsen-Anhalt, die am 1. Januar 2011 durch den Zusammenschluss der Städte Oranienbaum und Wörlitz und einiger Nachbargemeinden entstand.

## Geografie
Oranienbaum-Wörlitz liegt zum überwiegenden Teil im Biosphärenreservat Mittelelbe südlich der Elbe. Westlich von Vockerode entstand nach der Elbbegradigung 1933/34 in der Nähe des Sieglitzer Berges am Kurzen Wurf eine jetzt nördlich der Elbe gelegene Fläche von nur wenigen Hektar nahe Klieken.
Die Stadt liegt an der sogenannten Oranier-Route. In Richtung Süden breiten sich weite Kiefernwälder aus – die nördlichen Ausläufer der Dübener Heide.
Nördlich der Stadt liegt Coswig (Anhalt), nordöstlich die Lutherstadt Wittenberg, östlich Kemberg, südlich Gräfenhainichen und westlich die kreisfreie Stadt Dessau-Roßlau.

## Stadtgliederung
Die Stadt Oranienbaum-Wörlitz entstand 2011 durch die Neugliederung des Gesetzes über die Neugliederung der Gemeinden im Land Sachsen-Anhalt betreffend den Landkreis Wittenberg (GemNeuglG WB). Die Städte und Gemeinden hatten bis dahin der Verwaltungsgemeinschaft Wörlitzer Winkel angehört.
Ortsteile von Oranienbaum-Wörlitz sind:
| - Brandhorst - Gohrau - Goltewitz | - Griesen mit Drehberg und Münsterberg - Horstdorf - Kakau | - Kapen - Oranienbaum - Rehsen | - Riesigk mit Rotehof und Schönitz - Vockerode - Wörlitz |

## Bevölkerung
| Jahr | Einwohner |
| ---- | --------- |
| 2011 | 8.630     |
| 2015 | 8.980     |
| 2020 | 8.206     |
| 2021 | 8.063     |
| 2022 | 8.069     |
| 2023 | 8.070     |
| 2024 | 7.998     |

Stand: 31. Dezember des jeweiligen Jahres (Angaben des Statistischen Landesamtes Sachsen-Anhalt), ab 2011 auf Basis des Zensus 2011, ab 2022 auf Basis des Zensus 2022

## Politik

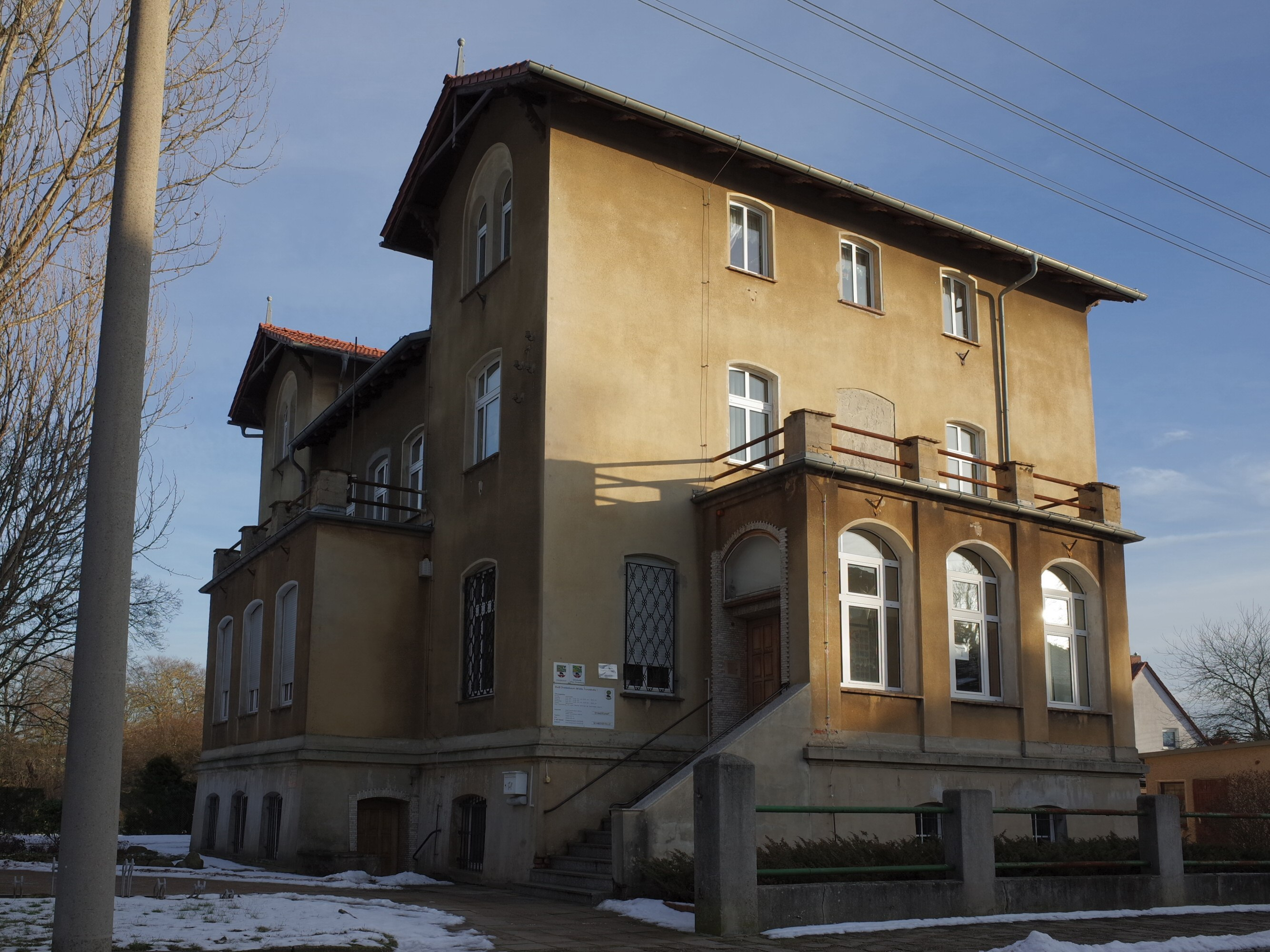
Rathaus Oranienbaum, Verwaltungssitz der Stadt Oranienbaum-Wörlitz

### Stadtrat
Der Stadtrat von Oranienbaum-Wörlitz besteht aus 18 Stadtverordneten. Die Kommunalwahl vom 9. Juni 2024 führte bei einer Wahlbeteiligung von 67,8 % zu folgendem Ergebnis:
| Partei / Wählergruppe        | Stimmenanteil 2019 | Sitze 2019 |  | Stimmenanteil 2024 | Sitze 2024 |
| ---------------------------- | ------------------ | ---------- |  | ------------------ | ---------- |
| CDU                          | 30,8 %             | 6          |  | 34,4 %             | 7          |
| AfD                          | 14,4 %             | 3          |  | 26,3 %             | 3          |
| Modern und Transparent (MUT) | 06,9 %             | 1          |  | 16,4 %             | 3          |
| SPD                          | 16,7 %             | 3          |  | 11,9 %             | 3          |
| Die Linke                    | 11,1 %             | 2          |  | 09,1 %             | 2          |
| FDP                          | 02,1 %             | 1          |  | 01,9 %             | –          |
| Freie Wähler                 | 17,9 %             | 4          |  | –                  | –          |
| Insgesamt                    | 100 %              | 20         |  | 100 %              | 18         |

Bei der Wahl 2024 entfielen auf die AfD fünf Sitze, von denen zwei nach § 39 (6) des Kommunalwahlgesetzes Sachsen-Anhalt unbesetzt bleiben, weil die Partei nur drei Kandidaten nominiert hatte.

### Bürgermeister
- 2010–2017: Uwe Zimmermann (Die Linke)
- seit 2017: Maik Strömer (CDU)

Uwe Zimmermann wurde am 7. November 2010 mit 58,6 Prozent der gültigen Stimmen zum Bürgermeister der Stadt gewählt. Am 24. September 2017 wurde Maik Strömer (CDU) mit 69,7 Prozent der gültigen Stimmen zu seinem Nachfolger gewählt. Er trat sein Amt am 11. Januar 2018 an. Seine Amtszeit beträgt sieben Jahre.

### Wappen
Das Wappen wurde am 16. August 2011 durch den Landkreis genehmigt.
Blasonierung: „In Silber ein grüner Orangenbaum mit neun goldenen Früchten, wachsend aus einem mit einer silbernen Eichel in goldener Kapsel zwischen zwei auswärts geneigten goldenen Eichenblättern belegtem grünen Schildfuß, darüber ein springender rotbewehrter schwarzer Eber.“
Das Wappen wurde vom Kommunalheraldiker Jörg Mantzsch gestaltet und verbindet im Sinne pars pro toto Teile der Wappen der Orte Oranienbaum (Orangenbaum), Wörlitz (Eber) und Vockerode (Eichenblätter mit Eichel), wobei mit den Eichenblättern mit Eichel auch die umliegenden Dörfer repräsentiert werden, denn die Eiche ist typisch für die natürliche Umwelt der Region, in der es viele mächtige Solitäreichen bzw. Eichenwald gibt.

### Flagge
Die Flagge ist grün-weiß (1:1) gestreift (Querform: Streifen waagerecht verlaufend; Längsform: Streifen senkrecht verlaufend) und mittig mit dem Stadtwappen belegt.

## Sehenswürdigkeiten

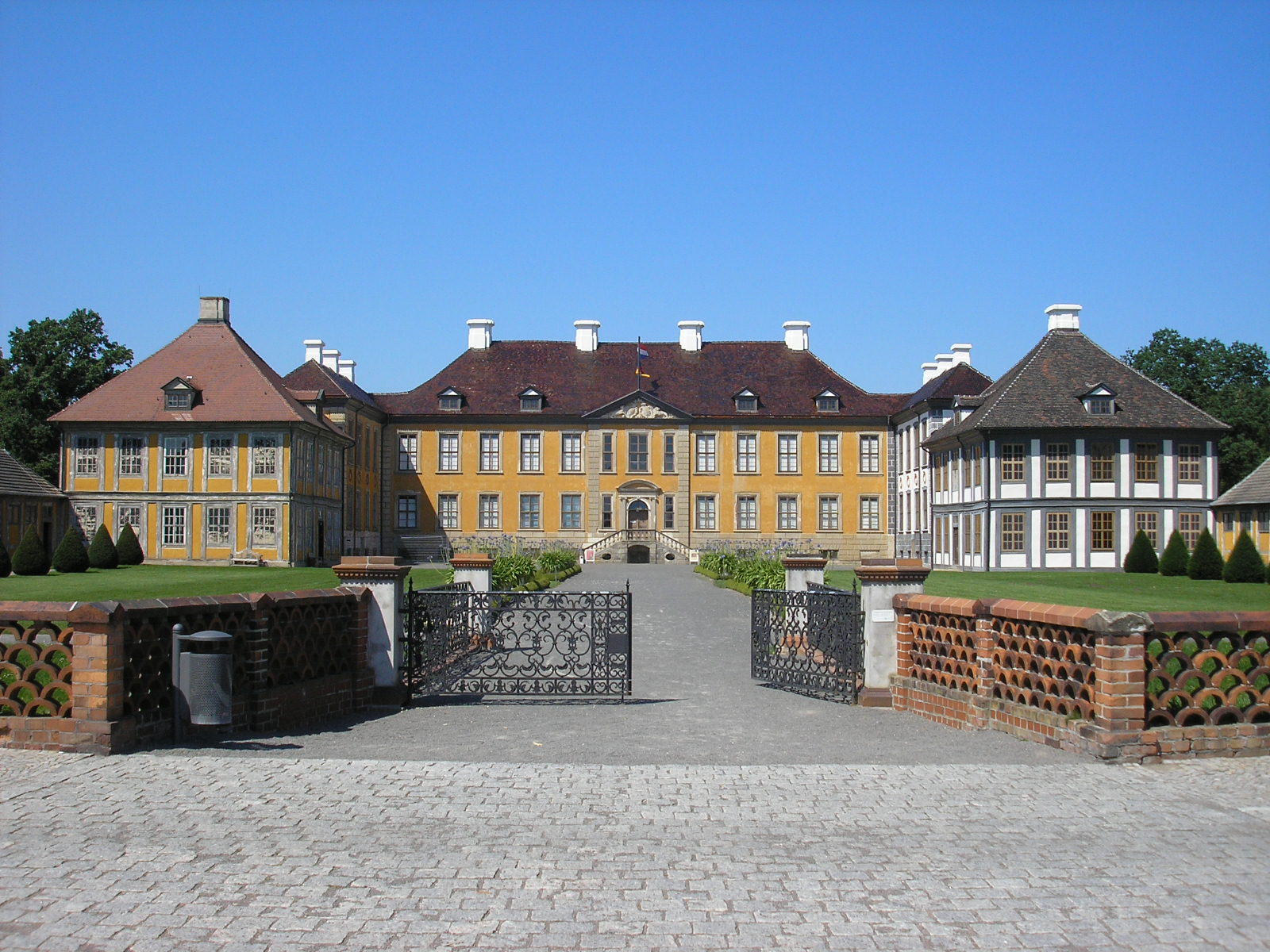
Schloss Oranienbaum

- Wörlitzer Park, Teil des Dessau-Wörlitzer Gartenreichs
- Schloss Oranienbaum mit Schlosspark, Teehaus, Orangerie und Pagode
- Baumdenkmal für die Deutsche Einheit am Oranienbaumer Busbahnhof, zur Schlossstraße. Zum Denkmal gehören eine Rundbank im Zentrum und mehrere Infotafeln.[13][14][15]

## Verkehr
Oranienbaum-Wörlitz liegt mit den Bahnhöfen Oranienbaum (Anh) und Wörlitz sowie dem Bedarfshaltepunkt Kapen an der Bahnstrecke Dessau–Wörlitz, welche nur in der Sommersaison befahren wird.
Zum 1. Januar 2019 waren hier 6544 Kraftfahrzeuge zugelassen, darunter 546 Krafträder, 5126 PKW, davon 317 gewerbliche PKW, 546 LKW sowie 273 Zugmaschinen in der Land- und Forstwirtschaft.

## Persönlichkeiten
- siehe Oranienbaum#Persönlichkeiten
- siehe Wörlitz#Persönlichkeiten